# Sant’Agata di Esaro
Sant’Agata di Esaro – miejscowość i gmina we Włoszech, w regionie Kalabria, w prowincji Cosenza.
Według danych na rok 2004 gminę zamieszkiwały 2224 osoby, 47,3 os./km².